# Stazione di Pontebba
Stazione di Pontebba vasútállomás Olaszországban, Pontebba településen.

## Vasútvonalak
Az állomást az alábbi vasútvonalak érintik:
- K.k. Staatsbahn Tarvis–Pontafel

## Kapcsolódó állomások
A vasútállomáshoz az alábbi állomások vannak a legközelebb:
- Stazione di Carnia (1995–)
- Stazione di Ugovizza-Valbruna (2003–)
- Laglesie San Leopoldo train station (–1999)
- Bagni Santa Caterina railway station (1999–2003)
- Pontebba Scalo train station (–1935)
- Stazione di Dogna (1935–1948)
- Pietratagliata railway station (1948–1995)